# 구쓰키 다네쓰나 (1711년)
쿠츠키 타네츠나(일본어: 朽木稙綱 くつき たねつな[*])는 에도 시대 중기의 다이묘이다. 통칭 다이젠(大膳). 탄바국 후쿠치야마번 3대 번주이자, 후쿠치야마 쿠츠키씨 4대 당주이다. 관위는 종5위하 이요노카미이다.

## 생애
2대 번주 쿠츠키 타네모토의 장남으로 태어났다. 아명은 키치사부로(吉三郎)이다.
교호 5년 (1720년) 4월 25일, 8대 쇼군 도쿠가와 요시무네를 배알했다. 교호 6년 (1721년) 12월 25일, 타네모토의 사망으로 가독을 이었다. 교호 9년 12월, 종5위하 이요노카미에 서임된다. 교호 11년 5월 5일, 17세의 나이로 사망했다. 자식이 없었던 탓에 가독을 작은아버지 타네하루가 가독을 이었다.
| 전임 쿠츠키 타네모토 | 제3대 후쿠치야마번 번주 1721년 - 1726년 | 후임 쿠츠키 타네하루 |